# 1995 UP3
1995 UP3 är en asteroid i huvudbältet som upptäcktes 20 oktober 1995 av den japanska astronomen Takao Kobayashi vid Ōizumi-observatoriet.